# 三宅裕司じゃん!
『三宅裕司じゃん!』（みやけゆうじじゃん）は、1985年4月7日から同年6月30日まで日本テレビで放送されていたバラエティ番組である。放送時間は毎週日曜 17:00 - 17:15 （日本標準時）。

## 概要
1985年3月まで土曜22時台に放送されていた『いい加減にします!』の後継番組で、三宅裕司らが扮するサラリーマン一家が巻き込まれる様々な騒動を描くドラマ風コントがメインだった。
番組は3か月で終了し、替わって月曜19時台でスタートした『大きなお世話だ!』へと引き継がれた。そのため、最終回では『大きなお世話だ!』放送開始の告知テロップが添えられていた。

## 出演者
- 三宅裕司
- 長内美那子
- 小倉久寛
- ほか